# Poniatowo (powiat ostrowski)
Poniatowo (do 1934 Kutaski Stare) – wieś sołecka w Polsce położona w województwie mazowieckim, w powiecie ostrowskim, w gminie Małkinia Górna.
W latach 1975–1998 miejscowość należała administracyjnie do województwa ostrołęckiego.
Wieś nazywała się pierwotnie Kutaski.
Została założona w 1466 roku przez Michała - syna Ścibora z Wyszomierza, Niepiekłów i Załusek, z rodu Rawitów. Michał otrzymał nadanie ziemi od Kazimierza Jagiellończyka po prośbie skierowanej do starosty drohickiego Piotra Strumiłły. Prośbę motywował ubóstwem wynikającym z posiadania dziewięciu braci. Kutaska to przezwisko (przydomek) występujące w tej rodzinie. W 1515 roku Jakub "Dosz" Wyszomierski sprzedał swoją część na Kutaskach Andrzejowi Patkowskiemu. W XVI wieku Patkowscy byli posiadaczami większej części wsi. Bratanek Jakuba "Dosz" - Stanisław po Bartłomieju przeniósł się do dóbr Wyszomierz w parafii Skibniew Podawce, gdzie powstał kolejna wieś, zwana początkowo Wyszomierz - Wypychy, później Kutaski, obecnie Kutyski.
Wierni Kościoła rzymskokatolickiego należą do parafii Trójcy Przenajświętszej i św. Anny w Prostyni.